# Трускляйское сельское поселение
Трускляйское се́льское поселе́ние — муниципальное образование в Рузаевском районе Мордовии Российской Федерации.
Административный центр — село Трускляй.

## История
Статус и границы сельского поселения установлены Законом Республики Мордовия от 7 февраля 2005 года № 14-З «Об установлении границ муниципальных образований Рузаевского муниципального района, Рузаевского муниципального района и наделении их статусом сельского поселения, городского поселения и муниципального района».

## Население
| 2002  | 2010  | 2012  | 2013  | 2014  | 2015  | 2016  |
| ----- | ----- | ----- | ----- | ----- | ----- | ----- |
| 1174  | ↗1219 | ↘1204 | ↘1202 | ↗1213 | ↗1222 | ↘1204 |
| 2017  | 2018  | 2019  | 2020  | 2021  |       |       |
| ↘1191 | ↘1166 | ↘1154 | ↘1125 | ↘1094 |       |       |

## Состав сельского поселения
| № | Населённый пункт | Тип населённого пункта       | Население |
| - | ---------------- | ---------------------------- | --------- |
| 1 | Инсар-Акшино     | село                         | ↗248      |
| 2 | Михайловка       | деревня                      | ↘0        |
| 3 | Пушкино          | село                         | ↘11       |
| 4 | Старый Усад      | деревня                      | ↗102      |
| 5 | Трускляй         | село, административный центр | ↗858      |